# Sân bay quốc tế José Martí
Sân bay quốc tế José Martí (IATA: HAV, ICAO: MUHA) là sân bay ở La Habana, Cuba, do cơ quan dịch vụ hàng không Cuba ECASA quản lý (tiếng Tây Ban Nha: Empresa Cubana de Aeropuertos y Servicios Aeronauticos S.A.). Sân bay cách thành phố La Habana 18 km. Sân bay này có đường băng dài 4000 m và chiếm 80% lượng khách quốc tế của Cuba.

## Hãng hàng không và tuyến bay

Các quốc gia có tuyến bay với sân bay quốc tế José Martí (bao gồm bay theo mùa và tuyến bay trong tương lai).

### Hành khách
| Hãng hàng không                                   | Các điểm đến | Nhà ga |
| ------------------------------------------------- | --- | ------ |
| Aerocaribbean                                     | Baracoa, Cayo Coco, Holguín, Managua, San Pedro Sula, Santiago de Cuba | 1, 5   |
| Aeroflot                                          | Moscow–Sheremetyevo | 3      |
| Aerogaviota                                       | Cayo Coco, Cayo Largo del Sur, Cayo Santa María, Holguín, Kingston–Norman Manley, Montego Bay, Nassau, Port of Spain, Santiago de Cuba | 1, 3   |
| Aerotaxi                                          | Santa Clara, Trinidad, Cienfuegos, Sancti Spiritus, Cayo Largo del Sur | 5      |
| Aerolíneas Argentinas                             | Buenos Aires–Ezeiza (ngưng từ 31/6/2016) | 3      |
| Aeroméxico                                        | Cancún, Thành phố México | 3      |
| Air Canada Rouge                                  | Toronto–Pearson | 3      |
| Air Caraïbes                                      | Pointe-à-Pitre | 3      |
| Air China                                         | Beijing–Capital, Montréal–Trudeau | 3      |
| Air Europa                                        | Madrid | 3      |
| Air France                                        | Paris–Charles de Gaulle | 3      |
| Air Transat                                       | Theo mùa: Montréal–Trudeau | 3      |
| Austrian Airlines                                 | Theo mùa: Vienna (từ 1/11/2016) | 3      |
| Avianca                                           | Bogotá | 3      |
| Avianca El Salvador                               | San Salvador | 3      |
| Avianca Peru                                      | Lima | 3      |
| Bahamasair                                        | Nassau | 3      |
| BEDY EasySky vận hành bởi EasySky                 | St. Lucia-Hewanorra | 3      |
| Blue Panorama Airlines                            | Milan–Malpensa, Rome–Fiumicino | 3      |
| Cayman Airways                                    | Grand Cayman | 3      |
| Condor                                            | Frankfurt, Munich | 3      |
| Conviasa                                          | Caracas | 3      |
| Copa Airlines                                     | Panama City–Tocumen | 3      |
| Copa Airlines vận hành bởi Copa Airlines Colombia | Bogotá | 3      |
| Cubana de Aviación                                | Baracoa, Bayamo, Bogotá, Buenos Aires–Ezeiza, Camagüey, Cancún, Caracas, Cayo Coco, Cayo Largo del Sur, Ciego de Ávila, Guantánamo, Holguín, Madrid, Managua, Manzanillo, Thành phố México, Montréal–Trudeau, Nueva Gerona, Paris–Orly, San José, Santa Clara, Santiago de Cuba, Santo Domingo–Las Américas, Toronto–Pearson, Victoria de las Tunas | 1, 3   |
| Edelweiss Air                                     | Zürich | 3      |
| Eurowings                                         | Cologne/Bonn (từ 15/12/2016) | 3      |
| Finnair                                           | Thuê chuyến: Helsinki | 3      |
| Gol Transportes Aéreos                            | Aruba, São Paulo–Guarulhos | 3      |
| Iberia                                            | Madrid | 3      |
| Insel Air                                         | Curaçao | 3      |
| Insel Air Aruba                                   | Aruba | 3      |
| InterCaribbean Airways                            | Providenciales | 3      |
| Interjet                                          | Cancún, Mérida, Thành phố México, Monterrey | 3      |
| KLM                                               | Amsterdam | 3      |
| LAN Perú                                          | Lima | 3      |
| Meridiana                                         | Milan-Malpensa | 3      |
| Neos                                              | Milan–Malpensa | 3      |
| PAWA Dominicana                                   | Santo Domingo | 3      |
| Plus Ultra Líneas Aéreas                          | Theo mùa: Madrid (từ 6/9/2016) | 3      |
| TAAG Angola Airlines                              | Luanda | 3      |
| TAME                                              | Quito | 3      |
| Virgin Atlantic                                   | London–Gatwick | 3      |

### Bay thuế chuyến theo quyền đặc biệt
Do lệnh cấm vận của Mỹ với Cuba, các chuyến bay giữa Hoa Kỳ và Cuba được vận hành theo Bay thuê chuyến Quyền đặc biệt (Special Authority Charters). These scheduled charter flights are operated under US Government restrictions by authorized charter companies to and from designated US airports.
| Hãng hàng không                     | Các điểm đến                                        | Nhà ga |
| ----------------------------------- | --------------------------------------------------- | ------ |
| American Airlines1                  | Los Angeles, Miami, Tampa                           | 2      |
| American Eagle1                     | Miami                                               | 2      |
| Aruba Airlines1                     | Miami                                               | 2      |
| Choice Aire Vận hành bởi Swift Air1 | Ft. Myers, Miami                                    | 2      |
| Choice Airways1                     | Miami, Nashville                                    | 2      |
| Delta Air Lines1                    | Atlanta                                             | 2      |
| Eastern Air Lines1                  | Miami, Tampa                                        | 2      |
| JetBlue Airways1                    | Fort Lauderdale, New York-JFK, Tampa                | 2      |
| Sun Country Airlines1               | Miami, New York–JFK, Tampa                          | 2      |
| Swift Air1                          | Baltimore, Fort Myers, Miami, Orlando–MCO, San Juan | 2      |

Ghi chú
- ^1  Tất cả các chuyến bay thuê chuyến thẩm quyền đặc biệt được vận hành bởi Gulfstream Air Charters, ABC Charters, Marazul Charters, CTS Charters, và C&T Charters.

### Hàng hóa
| Hãng hàng không                            | Các điểm đến    |
| ------------------------------------------ | --------------- |
| Cubana Cargo vận hành bởi Cargojet Airways | Toronto–Pearson |
| Sky King, Inc.                             | Miami           |